# Onkel Tom
Onkel Tom är titelfiguren i Harriet Beecher Stowes roman Onkel Toms stuga. Onkel Tom är en nordamerikansk slav som lever enligt kristna ideal och framställs som moraliskt högstående.

## Ursprunglig karaktärisering
Vid tidpunkten för romanens första publikation 1851 avvek Onkel Tom från de dåtida stereotyper som ofta framhävdes i så kallade minstrelshower. Stowes känslostarka berättelse förmänskligade slavarnas lidande för en vit publik genom att porträttera Tom som en Jesus-liknande karaktär som till slut blir martyr, när han blir slagen till döds av en grym slavägare efter att han vägrat berätta var två kvinnor som flytt från slaveriet befann sig. Stowe vände på genusnormen i slavberättelser genom att ställa Onkel Toms passivitet mot tre modiga afroamerikanska kvinnor som flyr från slaveri.

## Epitet
Uttrycket "Onkel Tom" används även som ett nedsättande epitet för en svart person som är överdrivet inställsam mot vita eller en person som fjäskar för överheten. Användningen av epitetet är ett resultat av senare bearbetningar, inte den ursprungliga romanen.